# Wirpirka von Tengling
Wirpirka von Tengling (Wilburga) – księżna czeska.
Wirpirka była córką Fryderyka von Tengling. Poślubiła księcia brneńskiego Konrada I. W 1091 podczas oblężenia Brna przez króla Wratysława II przybyła do królewskiego obozu i doprowadziła do pokoju między monarchą i jego bratem Konradem I.
Wirpirka i Konrad I mieli dwóch synów:
- Oldrzych Brneński – książę morawski na Brnie, zm. 1113.
- Luitpold (Lupold) – książę morawski na Znojmie, zm. 1112.